# Willi Konrad
Willibald (Willi) Konrad (Eggersdorf, 9 januari 1925 – Gratkorn, 16 september 2009) was een Oostenrijkse componist, muziekpedagoog, dirigent en leraar.

## Levensloop
Konrad studeerde pedagogiek en werd vanaf 1947 leraar in Eggersdorf bei Graz; van 1961 tot 1978 was hij aldaar directeur van de school. Daarna van 1978 tot 1984 werd hij directeur van de school in Gratkorn, eveneens in de Oostenrijkse deelstaat Stiermarken. Muziek studeerde hij bij Walter Kolneder en Ludwig Kelbetz in Graz en bij Drago Lorbeck in Maribor. Van 1942 tot 1988 was hij dirigent van harmonieorkesten in Maribor, Eggersdorf en Gratkorn. In 1947 richtte hij de Musikverein Rabnitztal-Eggersdorf op en was van 1972 tot 1987 muziekleraar aan de muziekschool in Graz. 
In de Oostenrijkse federatie van blaasorkesten (Österreichischer Blasmusikverband e.V.) was hij van 1968 tot 1978 secretaris. Vanaf 1966 behoorde hij tot het bestuur van de federatie van blaasorkesten in de Oostenrijkse deelstaat Stiermarken (Steirischer Blasmusikverband e.V.) en was later zelfs voorzitter.
Als componist schreef hij vooral werken voor blaasorkesten (rond 30 marsen), kerkmuziek en kamermuziek. Hij ontving de erering van de gemeente Gratkorn, het erekruis van de "Steirischer Blasmusikverband", het Zilveren Ereteken voor Verdienste voor de Republiek Oostenrijk in 1976 en het gouden ereteken van de Oostenrijkse deelstaat Stiermarken in 1978. Door de Oostenrijkse Bondspresident Kurt Waldheim werd hij in 1987 tot professor benoemd. In 1989 werd hij ereburger van de gemeente Gratkorn.

## Composities

### Werken voor harmonieorkest
- Aufzug der Blasmusik
- Auftakt
- Blasmusikmesse
- Intrade
- Leykam_Mürztaler-Marsch
- Leykam-Post-Marsch

### Missen en andere kerkmuziek
- Kurze Festmesse
- Kindermesse
- Blasmusikmesse

## Publicaties
- 40 Jahre Steirischer Blasmusikverband 1950 - 1990, Graz 1990; ein klar gegliederter Arbeitsbericht über die Jahre 1950 bis 1990.
- Blasmusik in der Steiermark, 1991.